# Premio Amanda 1994
La X edizione del premio cinematografico norvegese premio Amanda (Amanda Awards in inglese) si tenne nel 1994.

## Vincitori
- Miglior film - Hodet over vannet
- Miglior attore - Espen Skjønberg per Secondløitnanten
- Miglior attrice - Harriet Andersson per Oltre il cielo
- Miglior cortometraggio - Applaus
- Miglior film nordico - Bíódagar
- Miglior film straniero - Schindler's List - La lista di Schindler
- Premio onorario - Edith Carlmar